# Liste der Naturdenkmale in Cavertitz

Wappen von Cavertitz

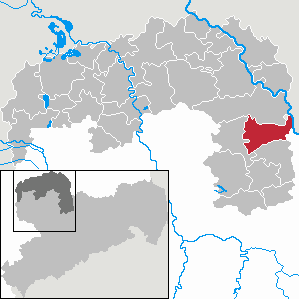
Lage von Cavertitz

In der Liste der Naturdenkmale in Cavertitz werden die Einzel-Naturdenkmale, Geotope und Flächennaturdenkmale in der nordsächsischen Gemeinde Cavertitz und ihren Ortsteilen Außig, Bucha, Klingenhain, Lampertswalde, Olganitz, Reudnitz, Schirmenitz, Schöna, Sörnewitz, Treptitz un Zeuckritz aufgeführt.
Bisher sind lt. Quellen 1 Einzel-Naturdenkmale, 1 Geotope und 1 Flächennaturdenkmale bekannt und hier aufgelistet.
Die Angaben der Liste basieren auf den Daten des Geoportal Sachsenatlas und des Geoportal Nordsachsen.

## Definition
„Gesetz über Naturschutz und Landschaftspflege (BNatSchG), § 28 Naturdenkmäler:
 Naturdenkmäler sind rechtsverbindlich festgesetzte Einzelschöpfungen der Natur oder entsprechende Flächen bis zu fünf Hektar, deren besonderer Schutz erforderlich ist
1. aus wissenschaftlichen, naturgeschichtlichen oder landeskundlichen Gründen oder
2. wegen ihrer Seltenheit, Eigenart oder Schönheit.“

„SächsNatSchG, § 18 Naturdenkmäler (zu § 28 BNatSchG):
1. Die Erklärung nach § 22 Abs. 1 BNatSchG von Teilen von Natur und Landschaft als Naturdenkmal erfolgt durch Rechtsverordnung oder Einzelanordnung.
2. Über § 28 Abs. 1 BNatSchG hinaus können Naturdenkmäler zur Sicherung von Lebensgemeinschaften oder Lebensstätten von im Bestand gefährdeten oder streng geschützten Arten festgesetzt werden.“

## Legende
- Bild: zeigt ein vorhandenes Foto des Naturdenkmals.
- ND/GEO/FND-Nr: zeigt die jeweilige Nr. des Objekts – ND (Einzel-)Naturdenkmal, GEO Geotop oder FND (Flächen-Naturdenkmal)
- Beschreibung: beschreibt das Objekt näher
- Koordinaten: zeigt die Lage auf der Karte
- Quelle: Link zur Referenzquelle

## (Einzel-)Naturdenkmale (ND)
| Bild           | ND-Nr.   | Ortsteil | Alter  | Beschreibung | Koordinaten                | Quellen |
| -------------- | -------- | -------- | ------ | --- | -------------------------- | ------- |
| Weitere Bilder | nso: 291 | Schöna   | unbek. | Ulme im Lindenholz östlich von Schöna (Anm.: Standort konnte nicht ermittelt werden, wahrscheinlich nicht mehr vorhanden.) | 51° 23′ 33″ N, 13° 6′ 8″ O | nso291  |

## Geotope
| Bild           | ND-Nr.   | Ortsteil | Alter  | Beschreibung | Koordinaten                  | Quellen |
| -------------- | -------- | -------- | ------ | --- | ---------------------------- | ------- |
| Weitere Bilder | nso: 313 | Olganitz | unbek. | der Findling an der Hospitalhütte in der Dahlener Heide befindet sich westlich der Verbindungsstraße zwischen Dahlen nach Lausa (auch als Holzstraße bezeichnet), etwa 150 m südlich des Hospitalberg (201 m) auf dem Gebiet der Gemeinde Cavertitz, Gemarkung Olganitz im südlichen Teil des Landschaftsschutzgebiet „Dahlener Heide“ | 51° 26′ 43″ N, 12° 13′ 36″ O | nso:313 |

## Flächen-Naturdenkmale
| Bild           | FND-Nr.  | Ortsteil  | Größe  | Beschreibung                                                    | Koordinaten                 | Quelle  |
| -------------- | -------- | --------- | ------ | --------------------------------------------------------------- | --------------------------- | ------- |
| Weitere Bilder | tdo: 318 | Cavertitz | 0,07ha | ehemaliger kleiner Steinbruch am Burschenberg südlich Cavertitz | 51° 22′ 46″ N, 13° 7′ 28″ O | nso:310 |